# Mlinski potok (Tržiška Bistrica)
Mlinski potok je potok, ki se v bližini vasi Žeje napaja iz reke Tržiška Bistrica, teče vzporedno z njo in se vanjo končno (kot levi pritok) tudi vrača.